# Pierre de sang
Pierre de sang (titre original : Bloodstone) est un roman post-apocalyptique de David Gemmell paru en 1994 en anglais et en 2010 en français (traduction de Rosalie Guillaume pour les éditions Bragelonne).
Ce livre appartient à la trilogie Jon Shannow, aussi appelée trilogie des Pierres de sang, qui elle-même appartient au cycle Histoires des Sipstrassi.
Tome 1 : Le Loup dans l'ombre (paru initialement sous le titre l’Homme de Jérusalem)
Tome 2 : L’Ultime Sentinelle
Tome 3 : Pierre de sang
L'histoire se déroule sur Terre après un cataclysme et la magie est réapparue avec les Sipstrassi (appelées Pierres de sang quand elles servent à faire le mal) : Jon Shannow, l'Homme de Jérusalem, arpente le monde pour trouver Dieu et réponse à ses questions.

## Résumé
Les Enfants de l’Enfer ne sont plus. La théocratie des Cavaliers de Jérusalem impose la loi et la foi à coup de Bibles et de fusil.
Le jour où l'église de la vallée des Pèlerins est brûlée de fond en comble et ses fidèles assassinés, le pistoléro solitaire resurgit pour rendre une implacable justice.
Pendant ce temps, des voyageurs d’entre les dimensions attirent l’attention d’un être de cauchemar à la faim insatiable : la Pierre de sang vivante...

## Commentaires
- Au départ assez proche de Waylander, Jon Shannow est un hommage au Pale Rider, le cavalier solitaire de Clint Eastwood et au Solomon Kane de Robert E. Howard.
- La jeunesse difficile de Jon Shannow fait écho aux problèmes rencontrés par l’auteur dans sa propre jeunesse[1].
- Le terme et la notion de Rollynd semble faire référence à un autre pistoléro solitaire : Roland de Gilead (Stephen King, La Tour sombre).